# Adolph Price
Johan Adolph Price (24. juni 1805 i København – 5. februar 1890 sammesteds) var en dansk mimiker.
Adolph Prices far var James Price (1761-1805) som døde samme år, sønnen blev født. Han kom allerede, 3-4 år gammel frem på Sommertheatrets brædder og efterhånden som han voksede til, gjorde hans mimiske evner sig gældende. Han blev oplært af moderens anden mand, Frantz Joseph Kuhn og Pasquale Casorti, efter dennes død (1826) overtog han Pjerrotfiguren, som han fastholdt i den overleverede form, medens han samtidig vidste med nye lunerige påfund at variere typen; hans Pjerrot var ikke en plump klods, men bevarede selv i de mest kejtede situationer en elegant lethed i komikken.
I 1832 omkom hans stedfar under familiens turné i Rusland, Price overtog sammen med sin bror James Price (1801-1865) («Brødrene Price») ledelsen af selskabet; dette førte i årene 1835-1847 en meget omflakkende tilværelse, snart i og snart uden for Danmark, stadig dog med København og Morskabstheatret som det sikre hjemsted. Efterhånden vendte Københavnernes interesse sig fra Morskabstheatret til andre forlystelser, f.eks Tivoli, og Pricerne måtte i midten af 1840'erne lukke deres teater; fra 1847-1851 gav de forestillinger på Casino, senere optrådte de i Hippodromen og sidst på Alhambra. Derefter gav Brødrene Price endnu i nogle år et par forestillinger om vinteren på Det Kongelige Teater, hvor et fint publikum med Frederik VII og Grevinde Danner i spidsen gav møde. I 1855 var han ansat ved Tivoliteatret som instruktør. Price var en alsidig kunstner: han komponerede pantomimer, og han malede dekorationer, på sine ældre dage beskæftigede han sig med kunstfærdige paparbejder, ligesom han syslede med blyant og pensel; han døde næsten 85 år gammel i 1890.
Price ægtede 27. oktober 1830 den engelskfødte danserinde Flora Mathilde Henriette Lewin (1813-1863), der på Nørrebros Theater havde henrykket publikum med sin gratiøse dans og senere ved det Priceske Selskab blev en elegant Harlekin; hun var mor til til Juliette, Sophie og Waldemar Price.
Han er begravet på Frederiksberg Ældre Kirkegård.